# Henry Bazin
Émile-Henry Bazin (Nancy, 1829 – Chenôve, 1917) è stato un ingegnere francese.
Fu nominato (1866) ispettore generale di ponti e vie di comunicazione. Lo ricordiamo per importanti studi sull'idrostatica, ma anche per la sua profonda collaborazione con l'ingegnere Henry Darcy, che portò alla pubblicazione celebri volumi.

## Opere
- Henry Darcy, Henry Bazin, Recherches hydrauliques entreprises par M. Henry Darcy continuées par M. Henri Bazin. Première partie. Recherches expérimentales sur l'écoulement de l'eau dans les canaux découverts, Paris, Imprimerie impériale, 1865.
- Henry Darcy, Henry Bazin, Recherches hydrauliques entreprises par M. Henry Darcy continuées par M. Henri Bazin. Deuxième partie. Recherches expérimentales relatives au remous et à la propagation des ondes, Paris, Imprimerie impériale, 1865.